# Thüringisches Fingerkraut
Das Thüringische Fingerkraut (Potentilla thuringiaca), auch Armblütiges Fingerkraut genannt, ist eine Pflanzenart aus der Gattung Fingerkräuter (Potentilla) innerhalb der Familie der Rosengewächse (Rosaceae).

## Beschreibung

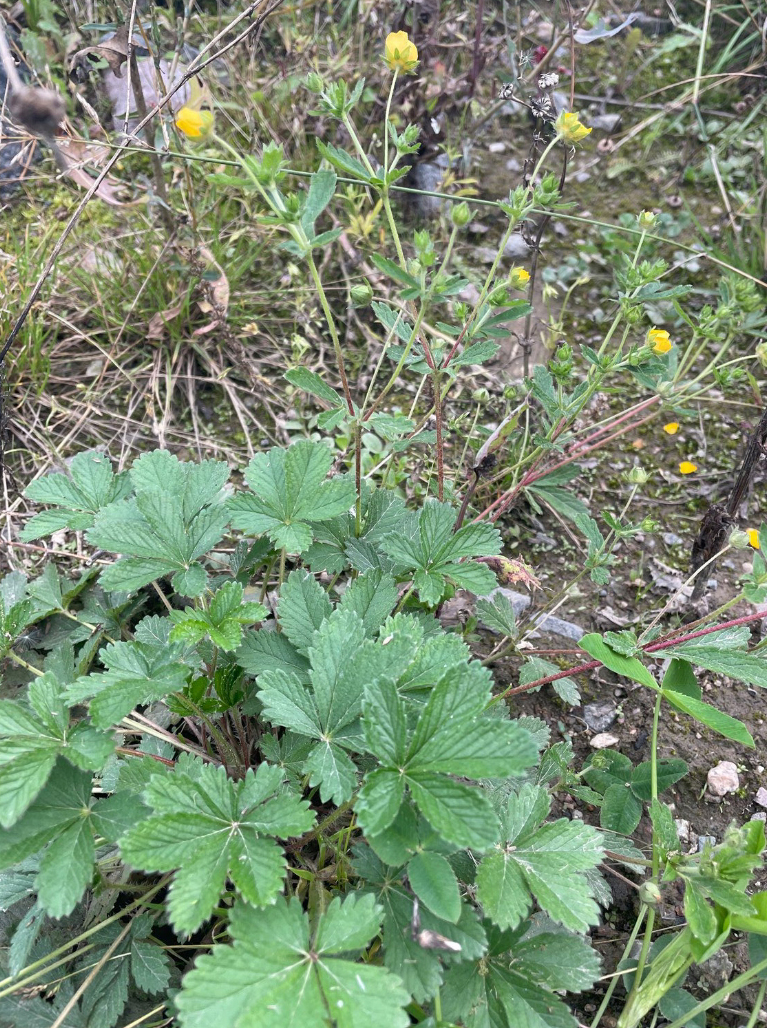
Pflanze mit Laubblättern

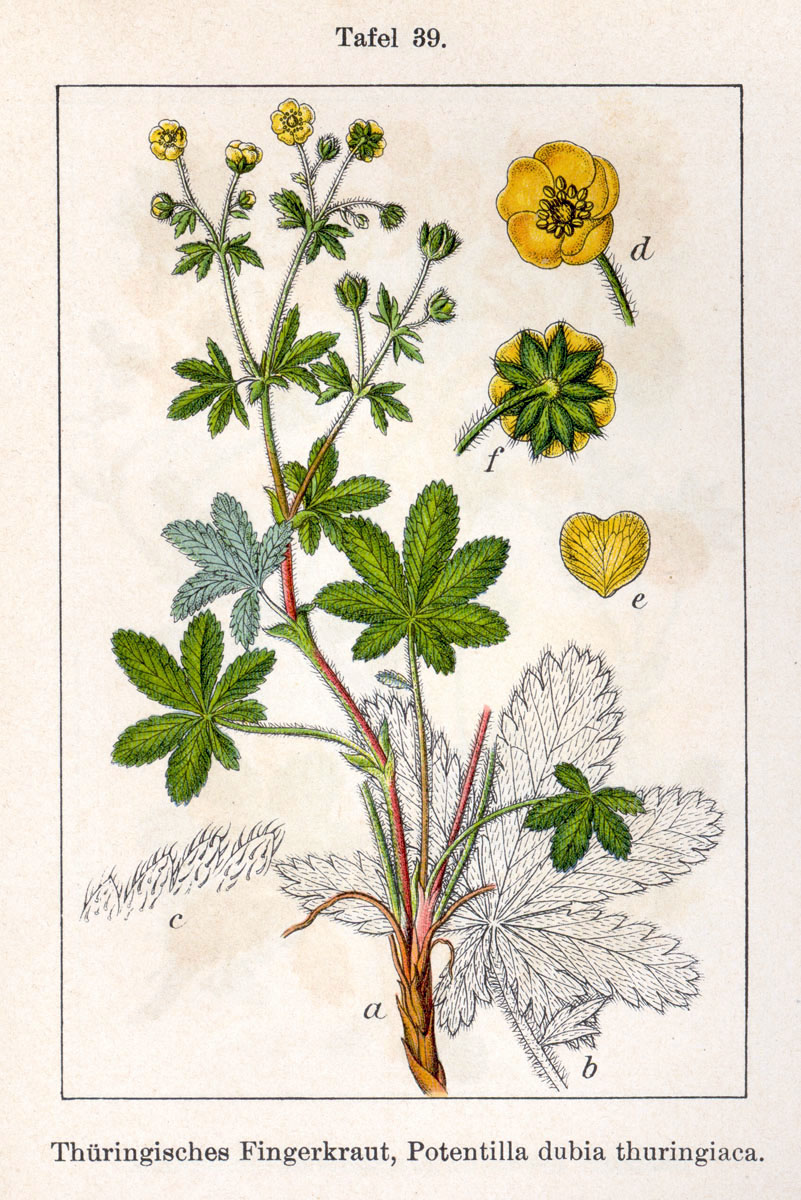
Illustration aus Sturm

### Vegetative Merkmale
Das Thüringische Fingerkraut ist eine ausdauernde krautige Pflanze, die Wuchshöhen von 10 bis 40 Zentimetern erreicht. Der Stängel ist gabelästig und meist bogig aufsteigend, seltener ist er aufrecht und fast einfach.
Die grundständigen, geteilten, handförmigen Laubblätter haben sechs bis neun (meist aber sieben) Teilblätter, die Teilblättchen sind bei einer Länge von 2 bis 5 Zentimetern verkehrt-eiförmig, am Grunde keilförmig und jederseits mit sieben bis zehn vorgestreckten Zähnen versehen. Sie sind beiderseits behaart.

### Generative Merkmale
Der Blütenstängel ist lang, ziemlich stark und steht auch zur Fruchtzeit aufrecht. 
Die Blüten sind gelb und besitzen einen Durchmesser von 1,5 bis 2 Zentimetern.
Die Chromosomenzahl beträgt 2n = 42.

## Vorkommen und Gefährdung
Das Gesamtverbreitungsgebiet von Potentilla thuringiaca ist noch ungenügend bekannt, zum Beispiel sehr selten in der Schweiz. Das Hauptverbreitungsgebiet scheint jedoch von Südosteuropa bis Westrussland und nördlich bis Südskandinavien zu sein. Darüber hinaus ist es im Kaukasus vorzufinden.
Das Thüringische Fingerkraut kommt in Deutschland nur von Süd-Thüringen über das Grabfeld (Nordbayern) und das mittlere Maingebiet bis in den Steigerwald (Franken) vor. In der Roten Liste der gefährdeten Pflanzenarten Deutschlands wurde Potentilla thuringiaca 1996 in Kategorie 3 = „gefährdet“ eingestuft.
Potentilla thuringiaca wächst in sonnigen Gebüschen, an Wald- und Wegrändern und in lichten Eichen- und Kiefernwäldern. Es bevorzugt mäßig trockene, nährstoff- und basenreiche, kalkarme Lehm- und Tonböden. Es ist in Mitteleuropa eine Charakterart des Verbands Geranion sanguinei, kommt aber auch im Potentillo-Quercetum aus dem Verband Potentillo-Quercion petraeae vor.

## Taxonomie
Ein Synonym für Potentilla thuringiaca Bernh. ist Potentilla parviflora Gaud.